# Kim Domingo
Kim Domingo (* 3. Februar 1995 in Quezon City als Kimberly Lovely Domingo) ist eine philippinische Schauspielerin, Model, und Fernsehmoderatorin. Nationale Bekanntheit erlangte sie durch Besetzungen in den Fernsehserien Juan Happy Love Story, Tsuperhero und Super Ma'am. Gegenwärtig ist sie Vertragskünstlerin beim GMA Network.

## Leben
Domingo wuchs im Stadtteil Novaliches auf. Sie ist das einzige Kind eines französischen Vaters und einer philippinischen Mutter. Da ihre Eltern nicht heirateten, hat sie den Nachnamen ihrer Mutter angenommen. Sie wuchs bei ihrer Großmutter auf. Domingo besuchte die Our Lady of Fatima University und begann anschließend ein Zahnmedizin-Studium.
Das GMA Network wurde 2014 aufgrund eines Dubsmash-Video zum Song Twerk It Like Miley des US-amerikanischen Musikers Brandon Beal auf Domingo aufmerksam. Im Folgejahr unterzeichnete sie einen Vertrag mit der Talentagentur vom GMA Network und erhielt ihre ersten Besetzungen in den Fernsehserien Juan Happy Love Story und Bubble Gang. Im selben Jahr folgten weitere Besetzungen in einzelnen Episoden diverser inländischer Produktionen. 2017 erhielt sie eine weitere größere Rolle in der Fernsehserie D'Originals.
Domingo unterzeichnete im August 2016 einen Plattenvertrag mit GMA Music. Anschließend veröffentlichte sie ihre Debütsingle Know Me mit dem Rapper C-Tru.

## Filmografie
- 2016: Juan Happy Love Story (Fernsehserie, 80 Episoden)
- 2016–2019: Bubble Gang (Fernsehserie, 6 Episoden)
- 2016: Magtanggol (Spielfilm)
- 2016: A1 ko sa'yo (Fernsehserie, Episode 1x03)
- 2016: Karelasyon (Fernsehserie, Episode 1x89)
- 2016: Tsuperhero (Fernsehserie, Episode 1x06)
- 2016: Dear Uge (Fernsehserie, Episode 1x10)
- 2017: Mang Kepweng Returns (Spielfilm)
- 2017: D'Originals (Fernsehserie, 60 Episoden)
- 2017: Barbi: D' Wonder Beki (Spielfilm)
- 2017–2018: Super Ma'am (Fernsehserie, 95 Episoden)
- 2017: Magpakailanman (Fernsehserie, Episode 1x225)
- 2018: Tadhana (Fernsehserie, Episode 1x48)
- 2018: Stories for the Soul (Fernsehserie, Episode 1x10)
- 2018: Magpakailanman (Fernsehserie, Episode 1x275)
- 2018: Inday Will Always Love You (Fernsehserie, 16 Episoden)
- 2019: Dear Uge (Fernsehserie, Episode 1x144)
- 2019: TODA One I Love (Fernsehserie, 53 Episoden)
- 2019: Kiko en Lala (Spielfilm)
- 2019: Hanggang sa dulo ng buhay ko (Fernsehserie, 78 Episoden)
- 2021: Regal Studio Presents (Fernsehserie, Episode 1x12)
- 2022: Glücklich Zusammen (Happy ToGetHer, Fernsehserie, Episode 1x13)
- seit 2022: Start-Up Ph (Fernsehserie)